# 專員
专员（英語：commissioner）是中华民国和中华人民共和国使用的官职。
中华民国大陆时期，國民政府设置行政督察专员，中华人民共和国政府体系中的地区行政公署的负责人即是专员，副职为副专员。香港主權移交後，政務專員改稱「民政事務專員」，簡稱專員（英語：District Officer，縮寫爲），是香港各區民政事務處的主管，屬於首長級公務員。

## 翻译用词
是西方国家對高级警察以及一些政府官员的稱呼。高级专员相当于大使，最初只是用於英国和自治領之间，现在则是在所有英联邦国家之间都如此稱呼。有些私营部门的高级職員也被稱呼為專員，例如许多北美体育联盟就是如此。